# Northrop XP-79
El Northrop XP-79 fue un ambicioso diseño para un avión de caza de ala volante, diseñado por Northrop.  Tenía varias características de diseño notables; entre ellas, el piloto podía operar el avión desde una posición prono (permitiendo al piloto resistir fuerzas g mucho mayores en las direcciones ascendente y descendente con respecto al avión), y estructura monocasco de magnesio soldado en vez de aluminio remachado.

## Diseño y desarrollo
En 1942, John K. Northrop concibió el XP-79 como un avión de alta velocidad de caza, de tipo ala volante y propulsión por cohete.
En enero de 1943, fue emitido un contrato por dos prototipos (s/n 43-52437 y 43-52438) con la designación XP-79, por las Fuerzas Aéreas del Ejército de los Estados Unidos.
Para probar el radical diseño, se construyeron tres prototipos planeadores, denominados MX-324. El último fue equipado con un motor cohete, siendo designado MX-334. Fue remolcado al aire el 5 de julio de 1944 por un P-38, convirtiéndose en el primer avión cohete estadounidense en volar.
Originalmente, se planeó usar, en el XP-79, un motor cohete "rotojet" XCALR-2000A-1 de 9 kN (2000 lbf) de empuje suministrado por Aerojet, que usaba anilina monoetilo y ácido nítrico fumante rojo; a causa de la naturaleza corrosiva y tóxica de los líquidos, el XP-79 fue construido usando una estructura monocasco de aleación de magnesio soldado (para proteger al piloto si el avión era dañado en combate) con un grosor del recubrimiento de 3 mm en el borde de fuga y de 19 mm en el borde de ataque. Sin embargo, la configuración del motor cohete, usando cohetes inclinados para activar las turbobombas, era poco satisfactoria, y el avión fue equipado más tarde con dos turborreactores Westinghouse 19-B (J30) en su lugar. Esto llevó a cambiar la designación a XP-79B. Tras el fallo del motor cohete, no se prosiguió el desarrollo de los dos primeros prototipos.
El piloto controlaba el XP-79 a través de una barra de timón y timones montados debajo; entradas montadas en las puntas de las alas suministraban aire para los poco usuales alerones soplados.

### Pruebas
El XP-79B (tras los retrasos causados por problemas de reventones de neumáticos y frenos durante las pruebas de carreteo en el lago seco Muroc) se perdió durante su primer vuelo el 12 de septiembre de 1945. Mientras realizaba un alabeo lento a los 15 minutos de vuelo, se perdió el control por razones desconocidas. La proa cayó y el alabeo continuó hasta que el avión impactó en una barrena vertical. El piloto Harry Crosby intentó saltar, pero fue golpeado por el avión y cayó muerto. Poco después, el segundo prototipo (43-52438) y todo el proyecto fueron cancelados.

## Variantes
MX-324 (Model N-12)
Prototipo planeador, tres construidos, el último redesignado MX-334.
MX-334
Último prototipo MX-324, equipado con un motor cohete, uno convertido.
XP-79 (Model N-14)
Designación inicial para el prototipo con motor cohete. Uno construido, equipado con turborreactores antes de su finalización y redenominado XP-79B.
XP-79B
Prototipo XP-79 con dos turborreactores. Uno reconstruido.

## Operadores
Estados Unidos
- Fuerzas Aéreas del Ejército de los Estados Unidos

## Especificaciones (XP-79B)

### Características generales
- Tripulación: Uno (piloto)
- Longitud: 4,3 m (14 ft)
- Envergadura: 11,6 m (38 ft)
- Altura: 2,3 m (7,5 ft)
- Superficie alar: 25,8 m² (277,7 ft²)
- Peso vacío: 2650 kg (5840,6 lb)
- Peso cargado: 3932 kg (8666,1 lb)
- Planta motriz: 2× turborreactor Westinghouse 19B.
  - Empuje normal: 5,1 kN (520 kgf; 1147 lbf) de empuje cada uno.

### Rendimiento
- Velocidad máxima operativa (Vno): 880 km/h (547 MPH; 475 kt)
- Alcance: 1598 km (863 nmi; 993 mi)
- Techo de vuelo: 12 200 m (40 026 ft)
- Régimen de ascenso: 20,3 m/s (4002 ft/min)
- Carga alar: 153 kg/m² (31,3 lb/ft²)
- Empuje/peso: 0,27

### Armamento
- Ametralladoras: 

  - 4 de 12,7 mm (nunca instaladas)

## Aeronaves relacionadas

### Aeronaves similares
- Horten Ho 229
- Messerschmitt Me 163
- Armstrong Whitworth A.W.52
- De Havilland DH.108
- Gloster Meteor F8 "Prone Pilot"

### Secuencias de designación
- Secuencia N-_ (interna de Northrop): ← N-8 - N-9 - N-10 - N-12 - N-14 - N-15 - N-16 - N-18 →
- Secuencia P-_ (Cazas (Pursuit) del USAAC/USAAF/USAF, 1924-1962): ← XP-76 - XP-77 - P-78 - XP-79 - P-80/F-80 - XP-81 - P-82/F-82 →